# Statue eines Schauspielers als Papposilen

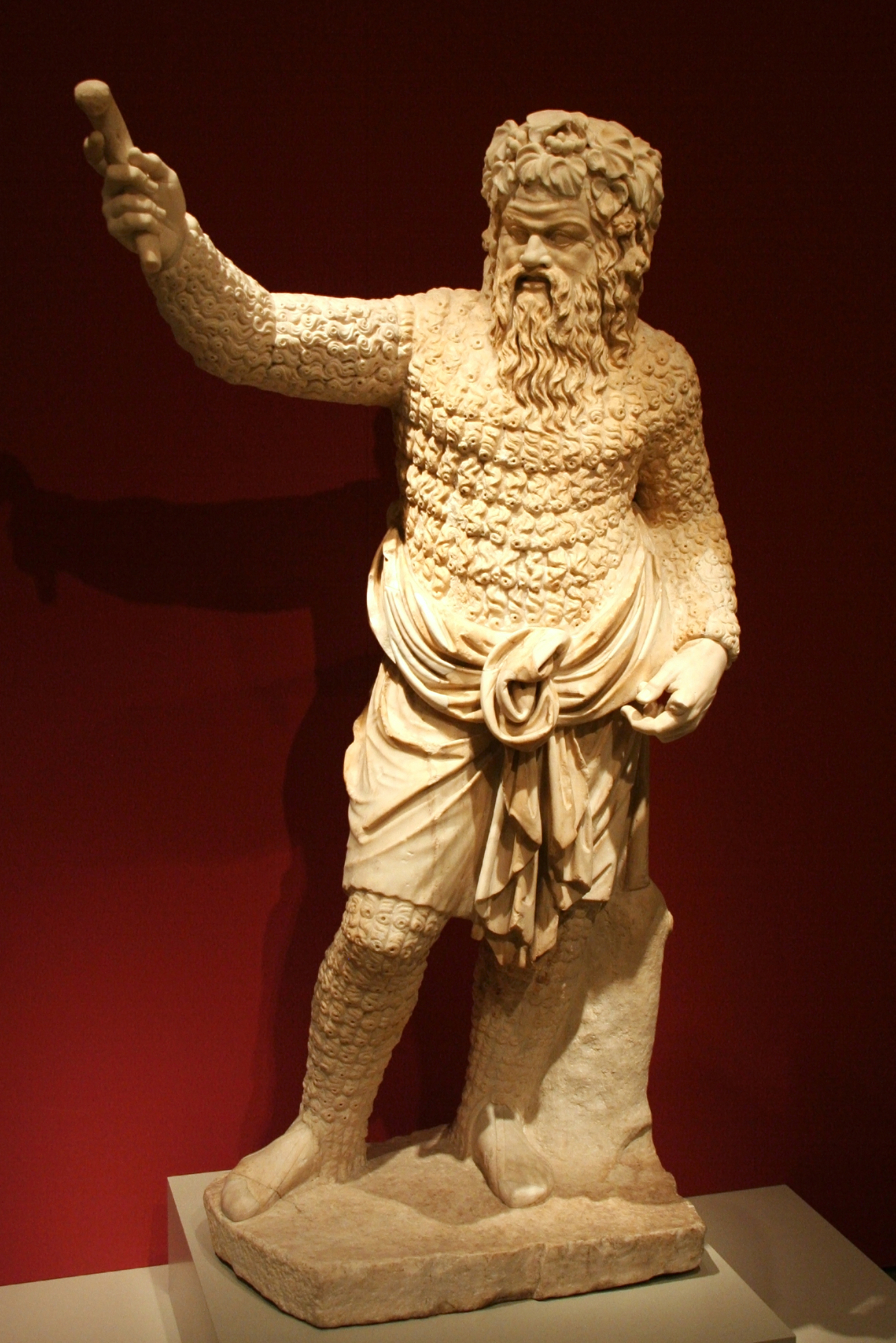
Präsentation der Statue im Alten Museum

Die Statue eines Schauspielers als Papposilen ist eines der Prunkstücke der Antikensammlung Berlin. Die lebensgroße Statue aus Marmor wird in das frühe 2. Jahrhundert n. Chr. datiert.
Die aufrecht stehende Statue zeigt einen vollbärtigen und wildhaarigen untersetzten Mann, dessen wilder Eindruck noch durch das eng anliegende, aus Schaffell gefertigte Kleidungsstück unterstrichen wird. Die einzelnen Strähnen des Schafhaars sind sorgfältig herausgearbeitet. Der gesenkte und leicht gebogene Arm hält in der Hand einen Gegenstand. Der rechte Arm ist ergänzt und war ursprünglich möglicherweise bis über den Kopf gehoben. Auch der Efeukranz ist weitestgehend ersetzt. Das Gesicht ist maskenhaft, ohne dass der Dargestellte eine Maske trägt. Die Augen sind überproportioniert, der Mund wie bei einer Theatermaske geöffnet. Die Tierohren sind unter den vielen Haaren nicht erkennbar. Neben den freien Gesichtspartien sind Hände und Füße die einzigen unbehaarten Körperteile. Die Füße sind mit zusammengebundenen Schuhen bekleidet. Um die Hüfte ist ein Mantel geschlungen, der auf elegante und einfache Weise die Blöße bedeckt.
Die Deutung der Statue als ein als Papposilen kostümierter Schauspieler gilt weitgehend als gesichert. Papposilene sind die ältesten und ruhigsten der Satyrn im Gefolge des Gottes Dionysos, innerhalb dessen Kultes auch das Schauspiel entwickelt wurde. Die Verbindung von Schauspielerei und Dionysoskult ist in der Antike dementsprechend eng. Der Würde seines Alters entsprechend, wird der Papposilen mit bedeckter Blöße und nicht wie Satyrn häufig ithyphallisch gezeigt. Im klassischen griechischen Satyrspiel wurden die Papposilenen im Allgemeinen in Schaffell gewandet dargestellt. Möglicherweise handelt es sich bei der Statue um eine Kopie aus dem frühen 2. Jahrhundert, die nach einem Vorbild aus klassischer Zeit geschaffen wurde. In dem Fall handelte es sich bei dem Original wohl um die Statue, die ein siegreicher Choregos für einen Sieg bei einem Satyrspiel gestiftet hatte. Es ist die einzige bekannte derartige Statue.
Die Statue wurde im Jahr 1739 in Rom am nordwestlichen Abhang des Quirinals hinter dem Palazzo Gentili gefunden. Sie kam 1866 aus der Sammlung Gentili in die Berliner Antikensammlung, wo sie die Inventarnummer Sk 278 erhielt. Die 168 Zentimeter hohe Skulptur war lange Zeit nicht in der Dauerausstellung zu sehen. Erst im Rahmen der Ausstellung Die Rückkehr der Götter – Berlins verborgener Olymp wurde sie restauriert und befindet sich seit 2011 wieder in der Dauerausstellung im Alten Museum.